# 韩鹏 (女子足球运动员)
韩鹏（1989年12月20日—），中国足球运动员，中国女足国家足球队成员，司职中场。她曾随队参加了2014年亚洲运动会和2018年亚洲运动会，其中2014年亚运会止步八强，2018年亚洲运动会获得银牌。